# Municipio de San Dimas
El municipio de San Dimas es uno de los 39 municipios en que se encuentra dividido el estado mexicano de Durango. Su cabecera municipal es el pueblo de Tayoltita.

## Geografía
El municipio de San Dimas se encuentra localizado en el oeste del estado de Durango, en la región de las quebradas donde desde las alturas de las montañas de la Sierra Madre Occidental, estas descienden bruscamente hacia las llanuras costeras del vecino estado de Sinaloa.
Tiene una extensión territorial de 5495.439 kilómetros cuadrados y sus coordenadas geográficas extremas son 23°33′ - 23°41′ de latitud norte y 105°13′ - 106°13′ de longitud oeste. Su altitud es muy extrema debido al entorno geográfico ya descrito, fluctuando desde un máximo de 3 200 metros sobre el nivel del mar en lo alto de los picos montañosos, hasta un mínimo de 300 metros sobre el nivel del mar en el fondo de las barrancas.
Limita al noroeste con el municipio de Tamazula, al norte con el municipio de Otáez, al noreste con el municipio de Santiago Papasquiaro, al este con el municipio de Canatlán y con el municipio de Durango y al sur con el municipio de Pueblo Nuevo. Al sur y suroeste limita con el estado de Sinaloa, en particular con el municipio de San Ignacio, con el municipio de Mazatlán y con el municipio de Concordia.

## Demografía
De acuerdo al Censo de Población y Vivienda, realizado en 2010 por el Instituto Nacional de Estadística y Geografía, el municipio de San Dimas tiene una población total de 19 681 habitantes, de los que 10 039 son hombres y 9 652 son mujeres.

### Localidades
En el censo de 2020 el municipio de San Dimas contaba con 276 localidades.
| Código INEGI      | Localidad            | Población (2020) |
| ----------------- | -------------------- | ---------------- |
| 100260001         | Tayoltita            | 5 817            |
| 100260089         | San Miguel de Cruces | 1 446            |
| Otras localidades | Otras localidades    | 10 070           |
| Total municipal   | Total municipal      | 17 333           |

## Política
El municipio de San Dimas fue oficialmente creado en el año de 1917 recibiendo su nombre del pueblo de San Dimas, entonces la mayor concentración poblacional de la zona y un importante centro minero. Sin embargo, la dependencia de dicha actividad económica conllevó que al descender la actividad minera, el pueblo de San Dimas perdiera parte importante su población y entonces la mayor localidad fuera otro centro minero, Tayoltita, y se considerara trasladar el gobierno municipal a ésta.
Tayoltita fue declarada cabecera municipal por primera vez el 23 de febrero de 1939, pero perdió dicho carácter el 30 de noviembre de 1940 en que la cabecera retornó a San Dimas, finalmente una vez más el 23 de noviembre de 1944 fue trasladada la cabecera municipal a Tayoltita permaneciendo de esta manera hasta la actualidad.
El gobierno de San Dimas le corresponde a su ayuntamiento, que se encuentra integrado por el presidente municipal, un Síndico y el cabildo formado por nueve regidores. Todos ellos son electos mediante voto universal, directo y secreto para un periodo de tres años que pueden ser renovado por un periodo consecutivo adicional.

### Subdivisión administrativa
Para su régimen interior el municipio se encuentra dividido en tres juntas municipales,que son electas mediante plebiscito popular. Dichas juntas municipales se dividen a su vez en jefatura de cuartel y jefaturas de manzana.
Las tres juntas municipales son: San Miguel de Cruces, San Luis de Villa Corona y Neveros. y actualmente la de vencedores, una importante comunidad de nuestro municipio.

### Representación legislativa
Para la elección de diputados locales al Congreso de Durango y de diputados federales a la Cámara de Diputados federal, el municipio de San Dimas se encuentra integrado en los siguientes distritos electorales:
Local:
- Distrito electoral local de 6 de Durango con cabecera en El Salto.[7]

Federal:
- Distrito electoral federal 5 de Durango con cabecera en Victoria de Durango.[8]